# エチミアジン
エチミアジン（アルメニア語: Էջմիածին、ラテン文字転写：Ejmiatsin、Echmiatsin、Etchmiadzin、Echmiadzin）は、アルメニアにある同国第四の都市。アルメニア使徒教会の長のカトリコスが居るため、その総本山として知られる。首都エレバンの西20kmに位置し、アルマヴィル地方では最大の都市である。人口は1989年の国勢調査で61,000人、2001年の国勢調査で56,388人、2008年の推計で52,757人と漸減傾向にある。

## 歴史
エチミアジンは紀元前3世紀か4世紀のVardkesavanまたはVardgesavanという街にその起源を発する。その後、ヴァガルシュ王（117年 - 140年）によってヴァガルシャパト（Վաղարշապատ、Vagharshapat）と改称されたが、この名は今でも都市の正式名称になっている。しかし、東ローマ帝国の歴史家のプロコピオスによると改称当時の名はパラティア帝国のヴァラシュ王子にちなんだヴァラシャバード（Valashabad、ヴァラシュの街の意）だった。それがアルメニア語の慣用によってLの部分が次第にGhに変化していった。同じような変化はヴァラシャバードのabadとヴァガルシャパトのapatにも見られる。
その数十年後、エチミアジンはアルメニアの首都になり4世紀まで同国最大の都市だった。
何世紀もの間に、エチミアジンにはAvan Vardgesi、Artemed、Iejmiatsin、Kaynepolis、Kayrak’aghak’、 Norak’aghak’、Uch’k’ilisa、Valeroktistaなど様々な別称がついた。

## 観光
以下に説明されるエチミアジン大聖堂と3つの教会とズヴァルトノツの考古遺跡はまとめてエチミアジンの大聖堂と教会群ならびにズヴァルトノツの考古遺跡としてユネスコの世界遺産に登録されている。

### エチミアジン大聖堂
エチミアジン大聖堂は大聖堂（主教座聖堂）として世界最古であり、街の歴史の中心地でもある。啓蒙者グレゴリオスによって301年から303年にかけてアーチ型のものが建てられた。その間に、アルメニアは世界で初めてキリスト教を国教に取り入れた。

### 大聖堂周辺の建造物
大聖堂のすぐ西には豪華な宮殿を建てた聖ティリダテスの門があり、そこから北西に行くと柵の内側と外側にそれぞれゲヴォルキアン神学校の建物がある。また、大聖堂の北側にはカチカルと呼ばれる十字架の描かれた石碑が数箇所にある。

### その他の教会
エチミアジン大聖堂から分かれた教会のうち市内の主要な教会を3つ取り上げる。
- スルブ・ガヤネ教会はそのつりあいのとれたプロポーションで知られる。教会は630年にカトリコス・エズラによって建てられた。17世紀にドームと天井が数箇所修復されたが、デザインは当時のままで何ら変わっていない。
- スルブ・フリプシメ教会は618年に建てられ、今もほぼ当時のままの状態で残っている。当時のまま残るなかではアルメニア最古の教会のひとつと見なされているほか、随所にアルメニア建築の影響を受けており、古代アルメニア建築の典型と言われている。
- スルブ・ショガカト教会は13世紀に建てられ、ドーム型の身廊がある。

### ズヴァルトノツ
街の中心地から東に数キロ離れたところにはユニークなデザインで知られるズヴァルトノツ大聖堂の考古遺跡がある。この教会はカトリコス・ネルセス3世（建設者の異名を持つ）によって643年から652年にかけて建てられた。聖ゲオルゲの荘厳な大聖堂を持ち、アルメニア王ティリダテス3世と啓蒙者グレゴリオスとの間で会談が行われたこともあった。
しかし930年の地震で教会は倒壊し、20世紀初頭に発見されるまで埋もれていた。1900年から1907年にかけて行われた調査によって、大聖堂の基礎のみならずカトリコスの宮殿やワイナリーも発掘された。屋内の3つの通路にはギリシャ十字の、外側の壁には32角形（ほぼ円）の文様のフレスコ画が描かれていた。